# Kay Petre

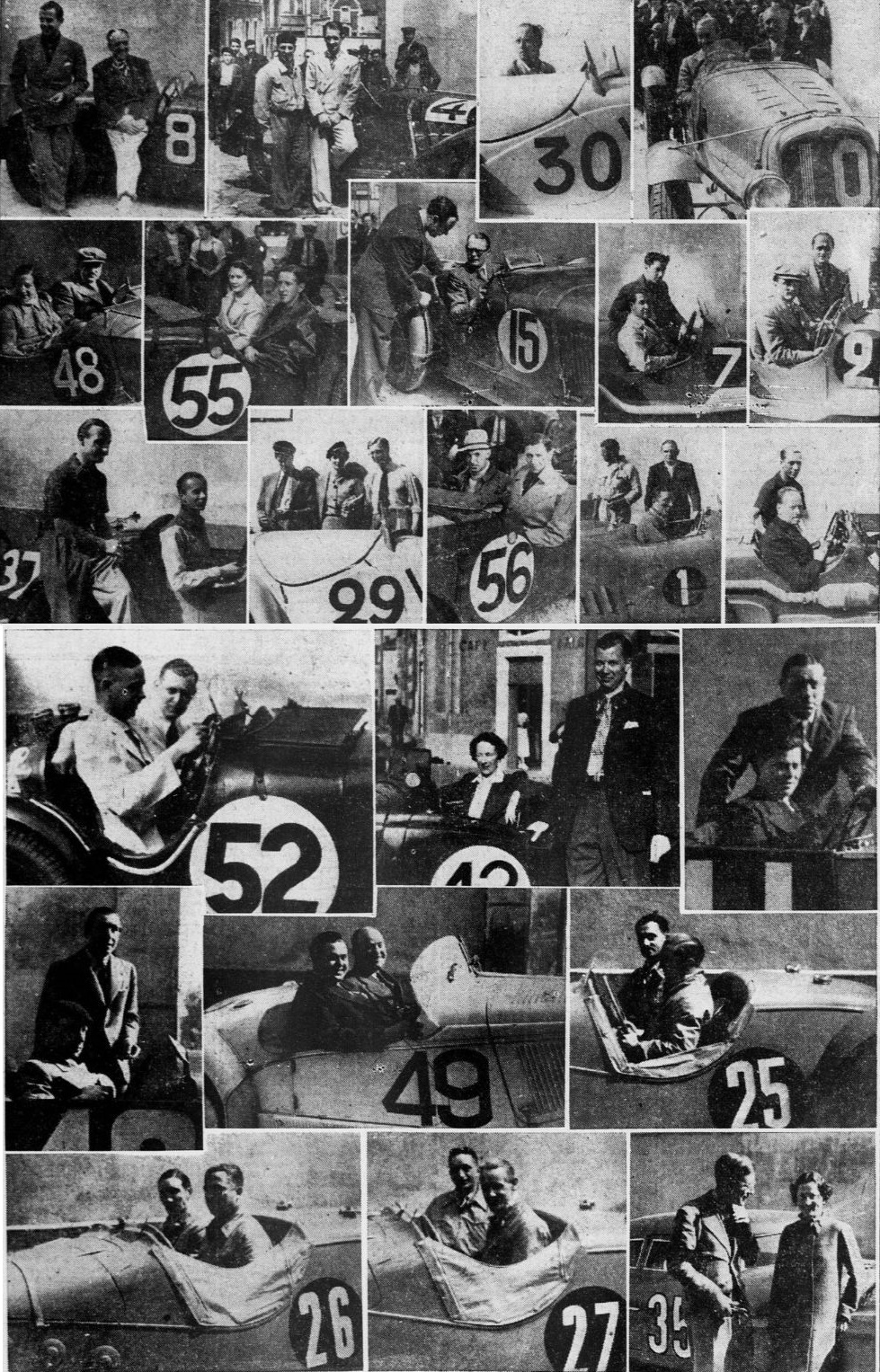
Der Austin 7 (Startnummer 55, zweite Reihe, zweites Bild von links) von George Mangan und Kay Petre am Plakat zum 24-Stunden-Rennen von Le Mans 1937

Kathleen Coad „Kay“ Petre (* 10. Mai 1903 in Toronto; † 10. August 1994 in Camden) war eine kanadische Automobilrennfahrerin und Journalistin.

## Herkunft und Familie
Kay Petre wurde als Kathleen Coad Defries in Toronto geboren und war schon als Kind sehr sportlich. Sie strebte eine Karriere als Eiskunstläuferin an und kam in den 1920er-Jahren nach Großbritannien, wo dieser Sport zu dieser Zeit einen hohen Stellenwert hatte. Dort lernte sie den Flieger Henry Petre kennen, den sie 1929 heiratete. Die Ehe blieb kinderlos. Henry Petre starb 1962.
Sie selbst starb 1994 im hohen Alter von 91 Jahren im Londoner Stadtteil Camden.

## Motorsport
Kay Petre kam in den frühen 1930er-Jahren indirekt über ihren Ehemann zum Motorsport. Henry Petre war als Berufsflieger für einen Postdienst am Flughafen in direkter Nähe zur Rennstrecke von Brooklands stationiert. Dort kam seine Ehefrau mit den Rekordfahrten auf dieser Rennbahn in Berührung und beschloss, selbst Rennfahrerin zu werden. Ihr erstes Rennfahrzeug bekam sie von ihrem Ehemann zum Geburtstag geschenkt; einen roten Wolseley Hornet Daytona Special. Mit diesem ging sie bei einigen Clubrennen an den Start und tauschte den Wagen 1934 gegen einen 2-Liter-Bugatti.

### Rekordfahrten in Brooklands
Innerhalb kürzester Zeit wurde die Kanadierin in Großbritannien bekannt. Das lag vor allem an ihren Rekordfahren auf der Rennstrecke von Brooklands, wo sie Anfang 1934 mit ihrem Bugatti einige neue Klassenrekorde aufstellte. Für die Medien besonders interessant waren die Duelle mit Gwenda Stewart, die ebenfalls Hochgeschwindigkeitsfahrten in Brooklands durchführte. Das bekannteste Foto aus dieser Zeit zeigt die attraktive und zierliche Kay Petre am Steuer eines 10,5-Liter-V12-Grand-Prix-Delage aus dem Jahr 1924. In einer Zeit, als Frauen am Steuer von Fahrzeugen noch eine Seltenheit waren, war eine Rekordfahrerin eine echte Sensation. Am 26. Oktober 1934 stellte sie mit einer Durchschnittsgeschwindigkeit von 129,580 mph einen neuen Weltrekord für eine fliegende Runde auf. Diese Bestmarke wurde von Stewart 1935 nur unwesentlich verbessert, ehe Petre mit 134,750 mph die 130-Meilen-Schallmauer durchbrach. Sie war damit die erste Frau der Welt, die eine fliegende Runde mit einer Durchschnittsgeschwindigkeit über 130 Meilen zurücklegte. Damit sie die Pedale erreichen konnte, mussten Holzklötze auf diesen aufgeschraubt werden.
Der Rekord wurde von Stewart wenig später auf dem Derby-Miller verbessert und schlussendlich von John R. Cobb auf 143 mph gesteigert.

### Sportwagenrennen
1934 ging sie beim 24-Stunden-Rennen von Le Mans an den Start und teilte sich das Steuer eines Riley Nine Ulster Imp mit Dorothy Champney, die den Wagen auch gemeldet hatte. Das Damenduo beendete das Rennen an der 13. Stelle in der Gesamtwertung. 1935 fuhr sie mit Dudley Benjafield das 500-Meilen-Rennen von Brooklands, fiel jedoch mit einem Zylinderschaden am Alfa Romeo 8C 2300 aus. In Le Mans zählte sie in diesem Jahr zur Werksmannschaft von Riley. Wieder war ihre Teamkollegin eine Frau. Sie bestritt das Rennen mit Elsie Wisdom, der Ehefrau von Tommy Wisdom. Der Auftritt endete nach einem Motorschaden vorzeitig.
1936 wurde sie für die RAC Tourist Trophy als Partnerin von Prinz Bira gemeldet, kam aber nicht zum Fahren, weil der Thailänder nicht zum ausgemachten Boxenstopp erschien.
1937 nahm sie erstmals auch an Grand-Prix-Rennen teil. Sie reiste nach Südafrika und ging mit einem 1,5-Liter-Riley beim Großen Preis von Südafrika und beim Rand Grand Prix an den Start; beide Rennen konnte sie nicht beenden. In Südafrika lernte sie Bernd Rosemeyer kennen und kam dadurch zu einer Testfahrt mit einem Auto Union Type C. Gerüchte über eine Affäre zwischen ihr und Bernd Rosemeyer wurden noch Jahre später von Elly Beinhorn heftig dementiert.
In Le Mans fuhr sie einen Werks-Austin 7 und beendete das 12-Stunden-Rennen von Donington als 16. der Gesamtwertung.

## Schwerer Unfall in Donington
Die Rennkarriere von Kay Petre endete beim Training zum 500-Meilen-Rennen von Brooklands 1937. Im Training kollidierte Petre in der Steilkurve mit dem MG Magnette K3 von Reg Parnell. Dabei wurde der Austin 7 nach unten in eine Barriere geschoben, überschlug sich und begrub die Kanadierin unter sich. Mit schweren Kopfverletzungen wurde sie geborgen, lag einige Tage im Koma, konnte jedoch wieder genesen. 1938 nahm sie mit einigen umjubelten Paraderunden in Brooklands offiziell Abschied vom Rennsport. Sie bestritt jedoch als Beifahrerin von Anne-Cécile Rose-Itier noch einige Rallyveranstaltungen, darunter der Rallye Monte Carlo. Glück hatte sie 1938, als sie sich in Brooklands in der Zuschauergruppe befand, in die Joseph Paul bei der Junior Car Club International Trophy verunfallte. Während ein junges Mädchen und der Austin-Konstrukteur Murray Jamieson dabei den Tod fanden, wurden Petre und der sich ebenfalls in der Gruppe befindliche Douglas Hawkes nur leicht verletzt.
Nach dem Zweiten Weltkrieg arbeitete sie bis zur Pensionierung als Journalistin und als Designerin für die Innenausstattung bei Austin.

## Statistik

### Le-Mans-Ergebnisse
| Jahr | Team                  | Fahrzeug                  | Teamkollege      | Platzierung | Ausfallgrund |
| ---- | --------------------- | ------------------------- | ---------------- | ----------- | ------------ |
| 1934 | Miss Dorothy Champney | Riley Nine Ulster Imp     | Dorothy Champney | Rang 13     |              |
| 1935 | Riley Motor Company   | Riley Nine MPH Six Racing | Elsie Wisdom     | Ausfall     | Motorschaden |
| 1937 | R. Marsh              | Austin 7                  | George Mangan    | Ausfall     | Motorschaden |